# Satoru Abe
Satoru Abe (jap. 阿部 悟, Abe Satoru; * 11. September 1982 in Obanazawa) ist ein japanischer Biathlet.
Wie in Japan üblich gehört er als Biathlet der „Winterkampfausbildungseinheit“ (Tōsenkyō) der Bodenselbstverteidigungsstreitkräfte an. Er studierte an der Dōto-Universität auf Hokkaidō. Satoru Abe bestritt seine ersten internationalen Rennen erst 2008 im vergleichsweise fortgeschrittenen Alter von 26 Jahren im Rahmen des IBU-Cups in Obertilliach. Nur wenig später debütierte er in Hochfilzen im Biathlon-Weltcup und wurde in seinem ersten Einzel 113. In der Folgezeit konnte er seine Ergebnisse stetig verbessern. Höhepunkt der ersten Saison Abes wurden die Biathlon-Weltmeisterschaften 2009 in Pyeongchang, wo Abe in drei Rennen eingesetzt wurde. Im Sprint lief er auf den 98. Rang, im Staffelrennen wurde er mit Tatsumi Kasahara, Hidenori Isa und Junji Nagai als Schlussläufer mit der Staffel 18. Der 84. Platz im Einzel ist zugleich sein bestes Resultat im Weltcup.

## Weltcupstatistik
Die Tabelle zeigt alle Platzierungen (je nach Austragungsjahr einschließlich Olympische Spiele und Weltmeisterschaften).
- 1.–3. Platz: Anzahl der Podiumsplatzierungen
- Top 10: Anzahl der Platzierungen unter den ersten zehn (einschließlich Podium)
- Punkteränge: Anzahl der Platzierungen innerhalb der Punkteränge (einschließlich Podium und Top 10)
- Starts: Anzahl gelaufener Rennen in der jeweiligen Disziplin
- Staffel: inklusive Mixed- und Single-Mixed-Staffeln

| Platzierung                      | Einzel | Sprint | Verfolgung | Massenstart | Staffel | Gesamt |
| -------------------------------- | ------ | ------ | ---------- | ----------- | ------- | ------ |
| 1. Platz                         |        |        |            |             |         |        |
| 2. Platz                         |        |        |            |             |         |        |
| 3. Platz                         |        |        |            |             |         |        |
| Top 10                           |        |        |            |             | 2       | 2      |
| Punkteränge                      |        |        |            |             | 13      | 13     |
| Starts                           | 7      | 12     |            |             | 13      | 32     |
| Stand: nach der Saison 2010/2011 |        |        |            |             |         |        |